# Убийства в Новой Шотландии (2020)
Убийства в Новой Шотландии — преступление, совершённое 18 и 19 апреля 2020 года Габриэлем Уортманом, который убил по меньшей мере 22 человека и поджёг не менее пяти зданий в канадской провинции Новая Шотландия, прежде чем был убит полицией после преследования его автомобиля.
Преступление стало самым смертоносным нападением с применением огнестрельного оружия в истории Канады, превзошедшее по числу жертв массовое убийство в Политехнической школе Монреаля 1989 года, в результате которого погибли 15 человек, включая стрелка. Полиция утверждает, что мотив преступления пока не установлен.

## Ход событий

### 18 апреля
Около 23:00 (UTC-3) по местному времени сотрудники Королевской канадской конной полиции (КККП) отреагировали на многочисленные звонки в службу 911 в связи с инцидентом со стрельбой в общине Портапик, расположенной в 130 километрах к северу от Галифакса. К этому времени три дома на Портапик-Бич-Роуд были под обстрелом, и по меньшей мере пять жертв были найдены рядом с ними. Сообщается, что все погибшие были застрелены, когда пытались спастись от огня. Офицер, одним из первых прибывший на место происшествия, сообщил по радио, что полиция ещё не нашла вооружённого подозреваемого, и что «это очень плохо, что здесь происходит».
В 23:32 КККП разместила твит с просьбой к жителям этого района оставаться дома с запертыми дверями, но никакого сообщения через провинциальную систему экстренного оповещения при этом сделано не было. Расследование развернулось в одночасье, и к утру 19 апреля полиция заявила, что имеет дело с активным стрелком.

### 19 апреля
Около 8:00 утра звонивший по телефону 911 сообщил о «взрыве и стрельбе» в доме на Хантер-Роуд в Уэнтуорте, примерно в 37 километрах к северу от Портапика. Оба жильца и сосед, который отправился оказывать помощь, были убиты. Затем ещё одна жертва была найдена застреленной во время прогулки в общине Уэнтуорт-Вэлли, по дороге обратно на юг, в Портапик.
КККП опознала 51-летнего Уортмана, как подозреваемого, в 8:54 утра и предупредила, что он был одет как офицер КККП и управлял копией полицейской машины. Между 10:04 и 11:04 подозреваемый был замечен в окрестностях населённых пунктов Гленхолм, Деберт и Брукфилд, что указывает на то, что он ехал на юг по шоссе 102 в направлении Галифакса. Источник в правоохранительных органах сообщил CNN, что в это время Уортман начал беспорядочно останавливать водителей и убивать их.
Незадолго до 11:24 Уортман столкнулся с констеблем КККП Хайди Стивенсон (Heidi Stevenson) на шоссе № 2 в общине Шубенакади. Свидетели сообщили, что видели, как Уортмен бежал к Стивенсон, и слышали перестрелку, в результате которой Стивенсон была убита, и ранен ещё один сотрудник полиции. На месте происшествия были замечены две горящие машины, в том числе, возможно, автомобиль Уортмана. После этого стрелок продолжил путь на юг в серебристом внедорожнике Chevrolet Tracker, украденном у одной из его жертв, и в следующий раз его увидели в Милфорде.
Наконец, в 11:40 утра, более чем через 12 часов после того, как полиция ответила на первую жалобу на стрельбу из огнестрельного оружия, Уортман был застрелен полицией на заправочной станции Irving Big Stop в Энфилде, примерно в 92 километрах к югу от Портапика и примерно в 40 километрах к северу от Галифакса.

## Расследование
Никаких официальных мотивов для этих убийств установлено не было. Полиция не считает произошедшее террористическим актом.
Во второй половине дня 20 апреля главный суперинтендант КККП Крис Лэзер заявил, что в общей сложности было обнаружено 16 мест преступления, включая пять пожаров в строениях, которые были разбросаны друг от друга на расстоянии не менее 50 километров. Он сказал, что ожидается увеличение числа погибших по мере дальнейшего расследования этих преступлений.
Ссылаясь на неназванный источник в правоохранительных органах, CNN сообщила, что инцидент, возможно, начался как случай домашнего насилия в одном из домов в Портапике, где Уортман якобы пытался найти бывшую партнёршу.
Группа реагирования на серьёзные инциденты в Новой Шотландии объявила, что проведёт расследование по факту стрельбы, совершённой офицером, а также второго инцидента с применением силы полицией.
Были подняты вопросы о том, почему Новая Шотландия не использует свою систему экстренного оповещения, чтобы предупредить общественность об убийствах. КККП использовала Twitter для предоставления информации, но затронутые районы имели плохое Интернет-обслуживание и были в основном населены пожилыми людьми, которые могли не использовать социальные сети. Использование системы экстренного оповещения Новой Шотландии позволило бы отправлять текстовые сообщения, предупреждающие жителей о том, что происходит, и о необходимости оставаться в помещениях. Суперинтендант Лэзер сказал, что будет проведено расследование процесса принятия решений о предупреждении общественности.

## Погибшие
Уортман убил по меньшей мере 22 человека, в том числе офицера Хайди Стивенсон, за плечами которой было 23 года службы. Он также выстрелом ранил второго офицера КККП. Помимо этого, по меньшей мере ещё один человек получил ранения. По словам комиссара Бренды Луки, некоторые из первых жертв Уортмана были тесно связаны с ним, но по мере того, как он продолжал стрелять, его цели становились всё более случайными. Считается, что погибшие умерли от огнестрельных ранений, но обсуждаются и другие причины.

## Подозреваемый
КККП опознала преступника как Габриэля Уортмана (род. 5 июля 1968), зубопротезного техника, работающего в районе Галифакса. Подозреваемый владел недвижимостью в Портапике и Дартмуте. Он учился в средней школе Ривервью в Нью-Брансуике и мечтал стать полицейским. Знакомые описывали его как гордящегося своим домом и вежливого человека, который часто проводил время в сезонном доме недалеко от бухты Кобекид.
У Уортмана было хобби — покупать памятные вещи правоохранительных органов и ремонтировать старые полицейские автомобили. Один человек назвал его дом «святыней» для КККП. Габриэль хранил два старых полицейских автомобиля во дворе позади своей клиники.
Как рассказали соседи, Уортман боролся с алкоголизмом, и его прибыльный бизнес пострадал от пандемии коронавируса, которая вынудила прекратить оказание всех несущественных стоматологических услуг.

## Реакция
Флаги по всей Канаде были приспущены до половины мачты, и Палата общин почтила минутой молчания память погибших.